# سی‌اس‌اس نشویل (۱۸۶۴)
سی‌اس‌اس نشویل (۱۸۶۴) (به انگلیسی: CSS Nashville (1864)) یک کشتی بود که طول آن ۲۷۱ فوت (۸۳ متر) بود. این کشتی در سال ۱۸۶۳ ساخته شد.